# Gino Watkins

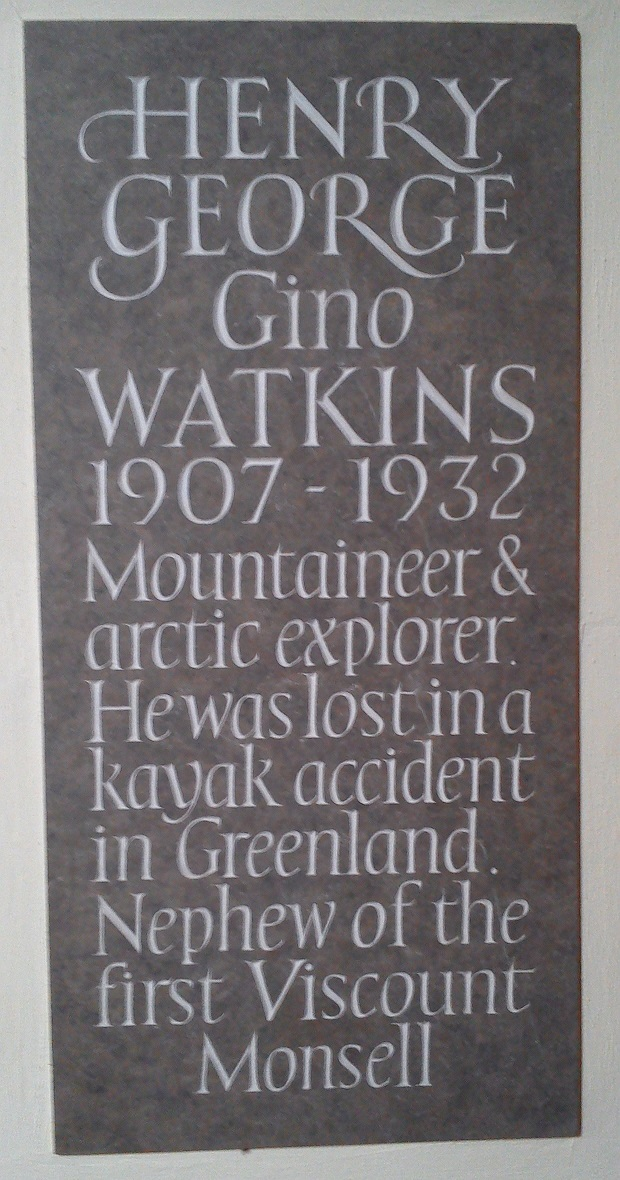

Henry Georga „Gino” Watkins (ur. 29 stycznia 1907 w Londynie, zm. 20 sierpnia 1932) – brytyjski badacz Arktyki i odkrywca.

## Początki
Podczas wakacji spędzanych z ojcem w Alpach, Tyrolu i Lake District, Gino Watkins pokochał alpinizm, a w trakcie studiów na University of Cambridge, zainteresował się eksploracją Arktyki. Latem 1927, jako 19-latek, zorganizował pierwszą ekspedycję na Arktykę, która miała na celu sporządzenie mapy terenu w głębi Wyspy Edge’a.
W 1929 roku miała miejsce kolejna wyprawa, tym razem na Labrador, gdzie badał niezbadane dotąd tereny oraz góry bieg rzeki Hamilton. Tu też zaczął analizować możliwość stworzenia komercyjnej trasy lotniczej łączącej najkrótszą możliwą drogą (a więc ponad lądolodem) Europę z Ameryką.

## Wyprawy arktyczne
Najważniejszą wyprawą Watkinsa pozostaje zorganizowana w lipcu 1930 roku przez Brytyjską Powietrzną Ekspedycję Arktyczną ekspedycja arktyczna na wschodnią Grenlandię. Grupa 14 mężczyzn dowodzona przez Watkinsa wypłynęła na starym statku Shackeltona „Quest”. Bazę ekspedycji założono w Gino, a stamtąd dalej na północ udano się samolotem. Watkins miał tam ustalić wysokość terenów przybrzeżnych, a przy okazji odkrył najwyższe góry Arktyki.
W tym samym czasie, kilku kolegów z ekspedycji w odległości 225 km od bazy, na wysokości 2620 m założyło stację meteorologiczną, gdzie przez całą zimę dyżurowano parami i badano warunki pogodowe i lotnicze.
W czasie zimy 1930/31 roku, po dotarciu do stacji meteorologicznej kolejnej zmiany, okazało się, że przywiezione zapasy żywności są niewystarczające dla dwóch osób. By zapobiec porażce całego przedsięwzięcia, jeden z członków ekipy Watkinsa Augustine Courtauld zdecydował się pozostać w stacji samotnie aż do wiosny. Ze względu na niezwykle trudne warunki atmosferyczne, nie było możliwe dostarczyć Courtauldowi zapasów. Stacja została zasypana śniegiem. Poszukiwania jej nie przyniosły rezultatu przez 40 dni. Dopiero w 149 dniu samotnego pobytu w zimnie i ciemności odnaleziono zagrzebanego pod lodem i przemarzniętego, lecz żywego Courtaulda.
Ponadto w trakcie tej ekspedycji jej członkowie opłynęli łodzią południowe wybrzeże Grenlandii.
Kolejna zorganizowana przez Watkinsa wyprawa miała na celu kontynuować pracę nad utworzeniem przejścia lotniczego. 20 sierpnia 1932 roku, Watkins wypłynął kajakiem na polowanie na foki, aby zdobyć mięso dla załogi i już z niego nie powrócił. Nigdy nie odnaleziono również jego ciała.

## Konsekwencje
W 1931 roku Augustine Courtauld, Gino Watkins, oraz Scott otrzymali Medal Polarny na audiencji u króla, a w 1932 roku Watkinsa uhonorowano złotym medalem Królewskiego Towarzystwa Geograficznego.
Zasługi Gino Watkinsa upamiętniono, nazywając jego nazwiskiem jedną z wysp Oceanu Południowego (Wyspa Watkinsa) oraz najwyższe pasmo górskie na Grenlandii.
Trasa lotnicza dla samolotów pasażerskich, którą rozważał Watkins, jest używana do dzisiaj.